# スマイルカンパニー
株式会社スマイルカンパニー（Smile Company Ltd.）は、日本の芸能プロダクション。
代表取締役社長は小杉周水（2022 - ）。当初は1978年、山下達郎のマネジメントを目的に、コンサート・イベンター、ソーゴー東京の資金援助の下、芸能プロダクション「ワイルド・ハニー」が設立され、山下の著作権管理等を目的とした音楽出版社として「スマイルカンパニー」が設立された。社名は、山下が敬愛するザ・ビーチ・ボーイズによる幻のアルバム『スマイル』に由来するとされている。

## 概要
1984年、山下のRVC時代の担当ディレクターで、その後Moon Recordsを設立した小杉理宇造の社長就任を機に社名を変更。芸能プロダクションを「スマイルカンパニー」、音楽出版社を「スマイル音楽出版」に名称変更、企業グループ名を「スマイルグループ」に統一した。
2005年から、田辺エージェンシー、エリートジャパン（2015年6月、株式会社ネイムマネジメントに商号変更）と当社による共同プロジェクト「TES COMPANY」を通じて、タレント、女優、アーティストの発掘、育成、マネジメントを手掛けた。TESとは、T（田辺エージェンシー）、E（エリートジャパン）、S（スマイルカンパニー）の略である。
2017年6月、小杉理宇造の退任に伴い、元・ワーナーミュージック・ジャパン宣伝部長の黒岩利之がスマイルカンパニー社長、小杉の長男で作曲家、音楽プロデューサーの小杉周水がスマイル音楽出版社長にそれぞれ就任。
2021年末、黒岩利之の退任に伴い、2022年1月、小杉周水がスマイルカンパニー、スマイル音楽出版社長を兼務、スマイルグループ代表に就いた。

## エピソード

### 松尾潔の契約解除と論争
2023年7月1日、松尾潔は自身のツイッターで「15年間在籍したスマイルカンパニーとのマネージメント契約が中途で終了になりました。私がメディアでジャニーズ事務所と藤島ジュリー景子社長に言及したのが理由です。私をスマイルに誘ってくださった山下達郎さんも会社方針に賛成とのこと、残念です。今までのサポートに感謝します。バイバイ！」と投稿。松尾は同月6日発売の夕刊紙「日刊ゲンダイ」のコラムで、ジャニー喜多川性加害問題で揺れるジャニーズ事務所への苦言をラジオで呈したことなとを理由に、マネジメントの年間契約の中途での解除を申し入れられ、山下および山下の妻で同社所属の竹内まりやも同社の方針に賛意を示したと述べた。山下は同月9日のラジオ番組で、「ネットや週刊誌の最大の関心事はですね、私がジャニーズ事務所への忖度があって、今回の一件もそれがあって関与したのではという、根拠のない臆測です。今の世の中は、なまじ黙っていると言ったもの勝ちで、どんどんどんどんウソの情報が拡散しますので、こちらからも思うところを、正直に率直に、お話しておく必要性を感じた次第であります」、「まずもって、私の事務所と松尾氏とはですね、彼から顧問料をいただく形での業務提携でありましたので、雇用関係にあったわけではない。また、彼が所属アーティストであったわけではなく、解雇にはあたりません。弁護士同士の合意文書も存在しております。松尾氏との契約終了についてはですね、事務所の社長の判断に委ねる形で行われました。松尾氏と私は直接話をしておりませんし、私が社長に対して契約終了を促したこともありません。」とし、その上で「今回、松尾氏がジャニー喜多川氏の性加害問題に対して臆測に基づく一方的な批判をしたことが契約終了の一因であったことは認めますけれど、理由は決してそれだけではありません。他にも色々あるんですけれど、今日、この場ではそのことについては触れることを差し控えたいと思います」と主張し、松尾の発信した内容を否定した。
その後、松尾は『情報ライブ ミヤネ屋』からの質問に回答コメントを寄せる形で「事実をゆがめかねない箇所がいくつかあり、社会的弱者への共感と配慮を著しく欠いていたのも非常に残念」と述べ、長年「松尾君」と呼んできた山下が今回「松尾氏」としたことについては「この人と自分との間には結構な距離がありますよというイメージ誘導の意図を感じずにはいられません」、また契約解除の理由などに関しての発言には「何かをにおわせる物言いは不適切かつミスリードになる危険性がある」などと反論した。その後、松尾は2019年から2023年6月3日まで常連出演していたジャニーズ及び関ジャニ∞の番組「関ジャム 完全燃SHOW」の出演を停止した。

## 所属

### アーティスト
- 山下達郎
- 竹内まりや
- Eliana
- キタニタツヤ
- eill
- 有華

### ミュージシャン・シンガー
- 小笠原拓海
- 宮里陽太
- ハルナ

### クリエイター
- あおい吉勇
- 川崎里実
- 河田貴央
- キタニタツヤ
- 倉内達矢
- 佐々木裕
- 佐々倉有吾
- Satomi
- 篠崎隆一
- 島崎貴光
- 清水哲平
- 夏ノ芹子
- 西田恵美
- 春和文
- 本田光史郎
- 前口渉
- 増田武史
- 松本良喜
- 矢吹香那
- 渡邊亜希子
- 渡辺和紀
- 渡辺未来

### 放送作家
- 鈴木おさむ

### プロデューサー
- 松岡モトキ

### 漫画家・文筆家
- ヤマザキマリ

## 過去の所属

### アーティスト
- D
- 加藤和彦
- 大貫妙子
- 坂本龍一
- 村松崇継
- 村田和人
- 飯島真理
- いしだ壱成
- 有賀啓雄
- 沢田知可子
- 小西真奈美
- THE COKES
- 玉置成実
- ELISA
- 指田フミヤ
- Sano ibuki
- CIVILIAN
- 野田愛実
- sajou no hana
- CHIHIRO
- Scoobie Do

### ミュージシャン・シンガー
- 川内啓史

### クリエイター
- 石川絵理
- 石川鉄男
- 岩田雅之
- 江並哲志
- 岡本健介
- 菊池大介
- 佐伯高志
- 佐藤舞花
- 高阪昌至
- 松村龍二
- 六ツ見純代 - 2024年3月31日をもって退所。同年4月1日よりフリー[5]。
- 山元祐介
- 渡辺翔

### プロデューサー
- 佐橋佳幸
- 松尾潔 - 2009年に当社と業務提携。2023年6月末をもって提携解消[6][7]。